# 1984 en Saskatchewan
Chronologie de la Saskatchewan
- 1980
- 1981
- 1982
- 1983
- 1984
- 1985
- 1986
- 1987
- 1988

Cette page concerne des événements d'actualité qui se sont produits durant l'année 1984 dans la province canadienne de la Saskatchewan.

## Politique
- Premier ministre : Grant Devine
- Chef de l'Opposition :
- Lieutenant-gouverneur : Irwin McIntosh puis Frederick W. Johnson
- Législature :

## Événements
- 6 novembre : le député du Parti progressiste-conservateur Saskatchewanaise de la circonscription de Thunder Creek, Colin Thatcher est condamné pour le meurtre de son ex-épouse JoAnn Wilson.

## Naissances

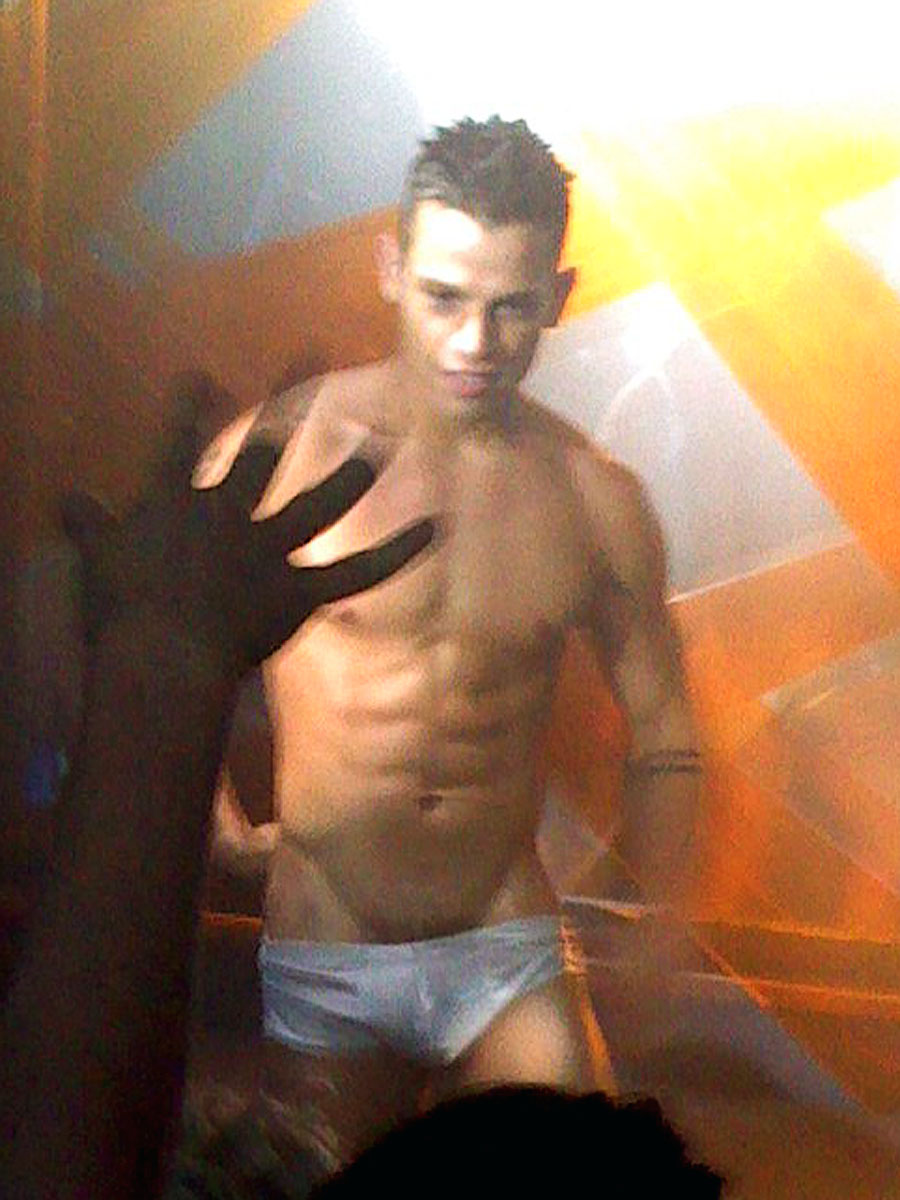
Brent Everett

- 3 février : Giovanni Flamminio (né à Prince Albert) est un joueur professionnel de hockey sur glace canadien d'origine italienne.
- 10 février : Brent Everett, de son vrai nom Dustin Germaine, est un acteur et producteur pornographique, ainsi qu'un mannequin canadien, né à Moose Jaw.
- 23 février : Jordan Hendry (né à Nokomis) est un joueur professionnel de hockey sur glace canadien qui évolue au poste de défenseur[1].
- 29 février : Cam Ward (né à Saskatoon) est un gardien de but de hockey sur glace. Il évolue avec les Hurricanes de la Caroline dans la Ligue nationale de hockey.
- 29 mai : James Steacy (né à Saskatoon) est un athlète canadien, spécialiste du lancer du marteau.
- 18 juin : Josh Harding (né à Regina) est un joueur professionnel de hockey sur glace canadien[2].
- 21 juillet : Byron Bitz (né à Saskatoon) est un joueur professionnel de hockey sur glace canadien[3].
- 5 août : Brad Schell (né à Scott) est un joueur professionnel de hockey sur glace canadien.
- 11 octobre : Doug Trapp Jr.[4] (né à Balcarres) est un joueur professionnel de hockey sur glace canadien.
- 8 novembre : Riley Armstrong (né à Saskatoon) est un joueur professionnel de hockey sur glace canadien[5]. Il est le frère de Colby Armstrong[6].